# Museum Valkenburg
Museum Valkenburg, voorheen Streekmuseum Land van Valkenburg, is een museum in het centrum van Valkenburg, in de Nederlandse provincie Limburg. Het museum is gevestigd in het voormalige raadhuis en postkantoor van Valkenburg, een rijksmonument is. De vaste collectie omvat uiteenlopende verzamelingen op het gebied van geologie, Romeinse en middeleeuwse archeologie en lokale geschiedenis. Daarnaast verzamelt het museum Limburgse kunst en organiseert het wisselende tentoonstellingen. De organisatie is geheel in handen van vrijwilligers.

## Geschiedenis
De geschiedenis van het gebouw waarin Museum Valkenburg gehuisvest is, is ouder dan het museum zelf. Het voormalige raadhuis van architect Kröner dateert uit 1900. Waarom destijds het ontwerp van de in Valkenburg woonachtige architect Pierre Cuypers uit 1894 niet is uitgevoerd, is niet bekend.

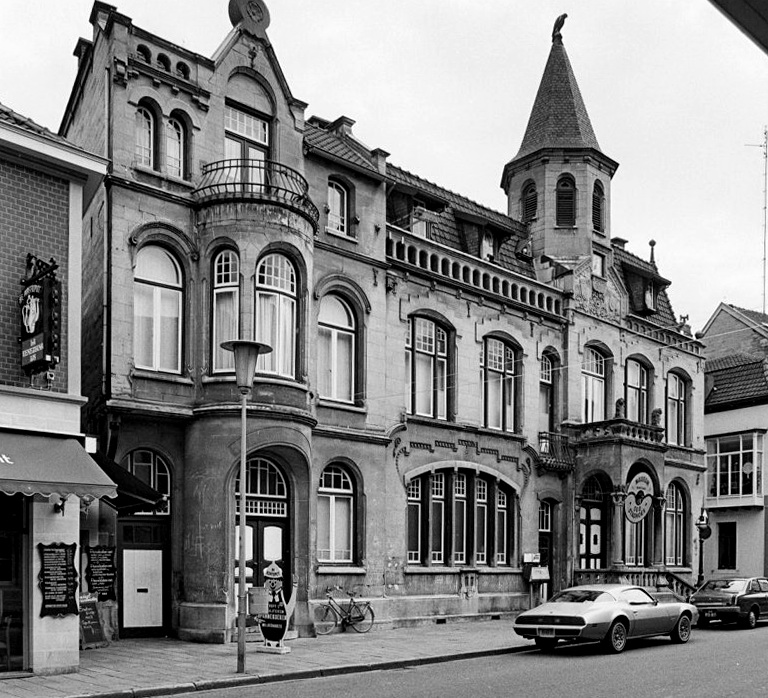
Het museum in 1980

Het Streekmuseum Land van Valkenburg werd in 1948 opgericht als museum voor heemkunde van Valkenburg en omgeving. Het museum was aanvankelijk gevestigd in kasteel Den Halder, maar verhuisde later (1969?) naar het voormalig stadhuis annex postkantoor, een locatie die het aanvankelijk deelde met de gemeentelijke 'Kunstzalen'. In de jaren 1980 stond het museum bekend onder de naam Museum Oud Stadhoes. In 1990 werd het gebouw gerenoveerd en werden kunst en historie samengevoegd. In 2007 werd de naam gewijzigd in Museum Land van Valkenburg.
Eind 2013 dreigde de gemeentelijke subsidie aan het museum te vervallen, omdat het museum volgens burgemeester en wethouders van de gemeente Valkenburg aan de Geul te weinig publiek trok. Medio 2014 werd het besluit hierover uitgesteld om het museum de gelegenheid te geven meer aansprekende tentoonstellingen te maken. Het museum heeft aangekondigd onder andere de afdeling lokale historie te willen moderniseren. Plannen om te verhuizen naar een nieuwe, ruimere locatie zijn voorlopig van de baan.
In 2021 bestond het museum zeventig jaar. In die zeventig jaar ontwikkelde het museum zich tot een podium voor gevestigde en aankomende kunstenaars uit Limburg en kunstenaars met een band met de regio. Daarmee tracht Museum Valkenburg zich te onderscheiden van andere musea in de provincie. Daarnaast is er blijvende aandacht voor archeologie, geologie en lokale geschiedenis van Valkenburg en omgeving.
In juli 2021 overstroomde de rivier de Geul in Valkenburg. Ook het museum liep waterschade op en was om die reden een aantal maanden dicht. De begane grond moest geheel worden hersteld. In maart 2022 heropende het museum.

## Gebouw en indeling

### Exterieur

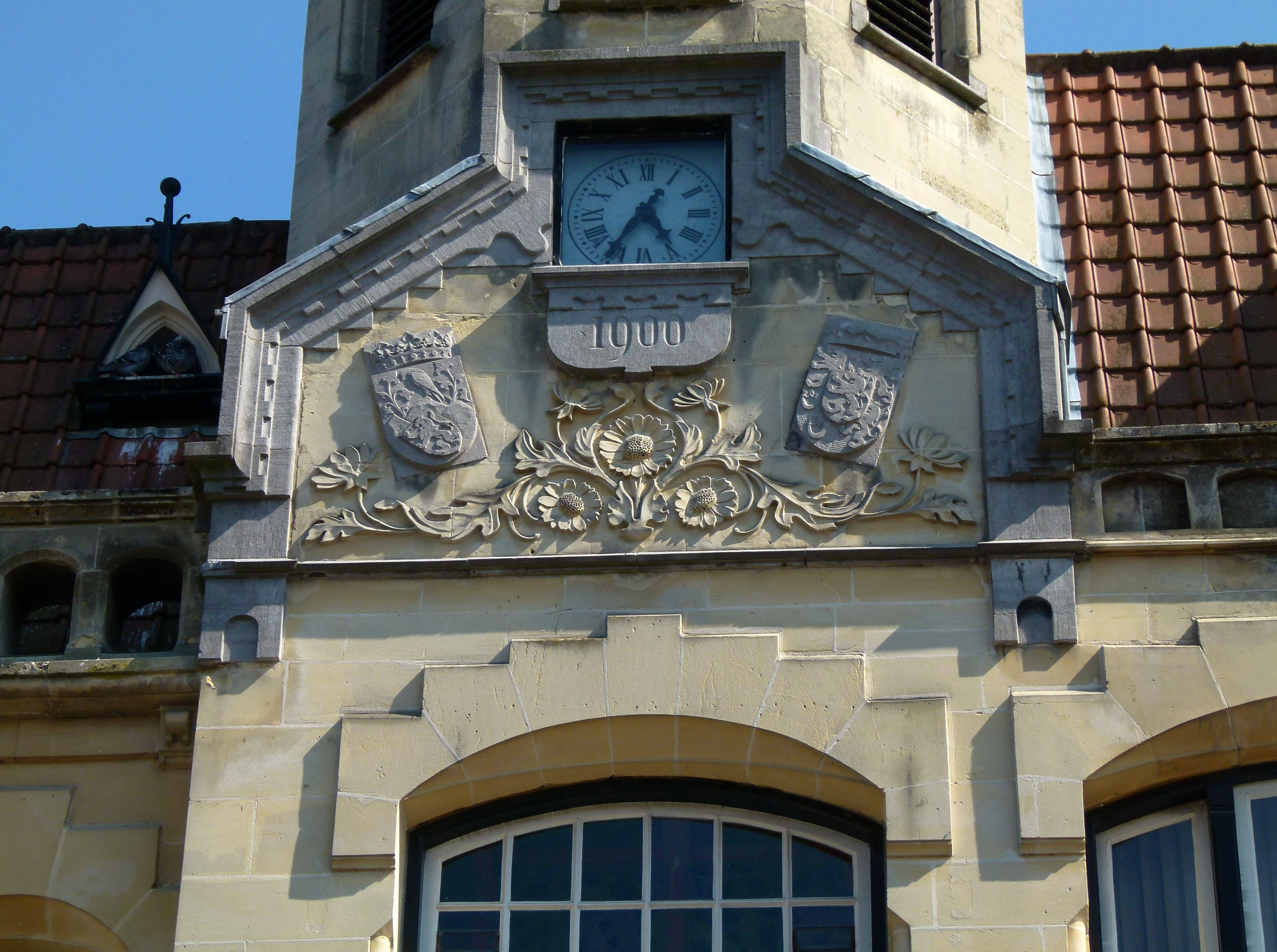
Detail gevel met jaarsteen en wapen van Valkenburg en Limburg

Het voormalige raadhuis en postkantoor van Valkenburg is een eclectisch bouwwerk van architect J.H.C. Kröner uit 1900 (volgens de ingemetselde jaarsteen). Het gebouw van Limburgse mergel telt twee bouwlagen en een kapverdieping onder een hoogopgaand schilddak. Het gemeentehuis was gevestigd in het rechter gedeelte van het pand, het postkantoor in het middendeel. Het linkerdeel, dat als een separaat gebouw oogt, was als woonhuis in gebruik. De asymmetrische voorgevel aan de Grotestraat weerspiegelt deze functie-indeling. De statige entree van het stadhuisgedeelte wordt gevormd door de toegangstrap en het bordes met hardstenen balustrade. Hierboven bevindt zich in de tweede bouwlaag een balkon van mergel rustend op hardstenen kolommen. Op de balustrade van het balkon zijn twee leeuwen in natuursteen geplaatst, die elk het wapen van Valkenburg vasthouden. Dit middendeel van de gevel wordt bekroond door een achtzijdig torentje en een puntdak waarop een valk is geplaatst. Het torentje bevat een uurwerk, een jaarsteen en twee wapenstenen.
Het middendeel van de frontgevel wordt gedomineerd door een groot venster op de begane grond met tracering in mergel. Hieronder is het embleem van de posterijen aangebracht. Het postkantoor had een eigen entree. De gevel van het voormalig woonhuis ter linkerzijde is hoger dan de rest van het pand. De entree is verwerkt in een erkervormige uitbouw in het midden van deze gevel. Daarboven bevindt zich een ronde erker en daarboven een balkon met smeedijzeren leuning. Dit geveldeel heeft een topgeveltje. Ter linkerzijde van de topgevel is een kleine balustrade langs de dakrand.
Het gebouw is nog steeds eigendom van de gemeente Valkenburg aan de Geul en is sinds 1997 een rijksmonument.

### Interieur
De oorspronkelijke interieurindeling is in beperkte mate intact. Op de begane grond bevinden zich de entree, de kassaruimte en de op een verhoging gelegen ontvangstkamer, waar een leestafel staat en een museumwinkel is ingericht. Achter het historische pand bevinden zich drie later gebouwde museumzalen, die voor wisselende exposities benut worden.
Op de eerste verdieping van het hoofdgebouw bevinden zich enkele representatieve ruimten. Aan de zuidzijde is de afdeling geologie gevestigd en aan de noordzijde de afdelingen lokale geschiedenis en archeologie. Op de bovenverdieping wordt werk van hedendaagse kunstenaars getoond.

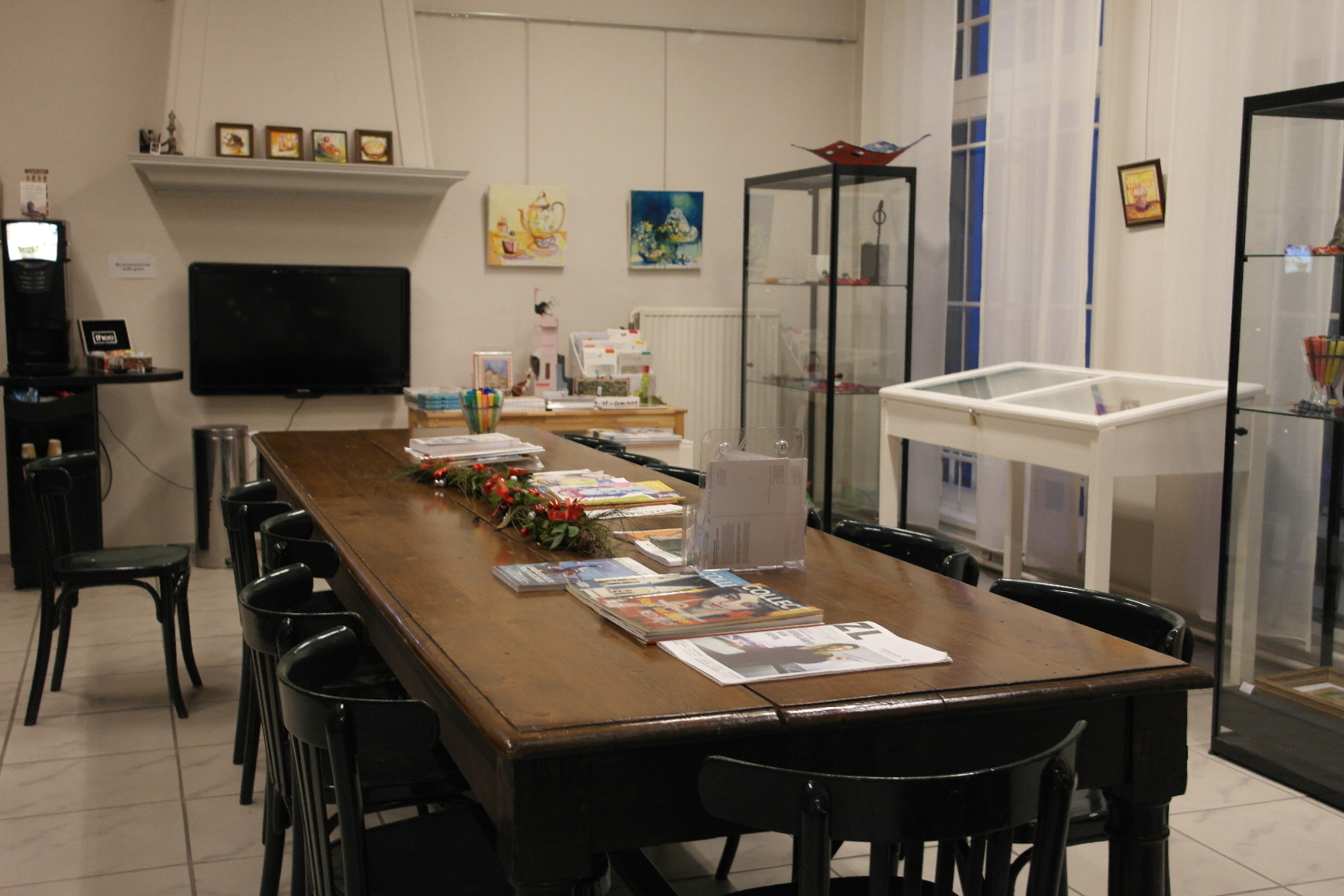
Ontvangstruimte begane grond
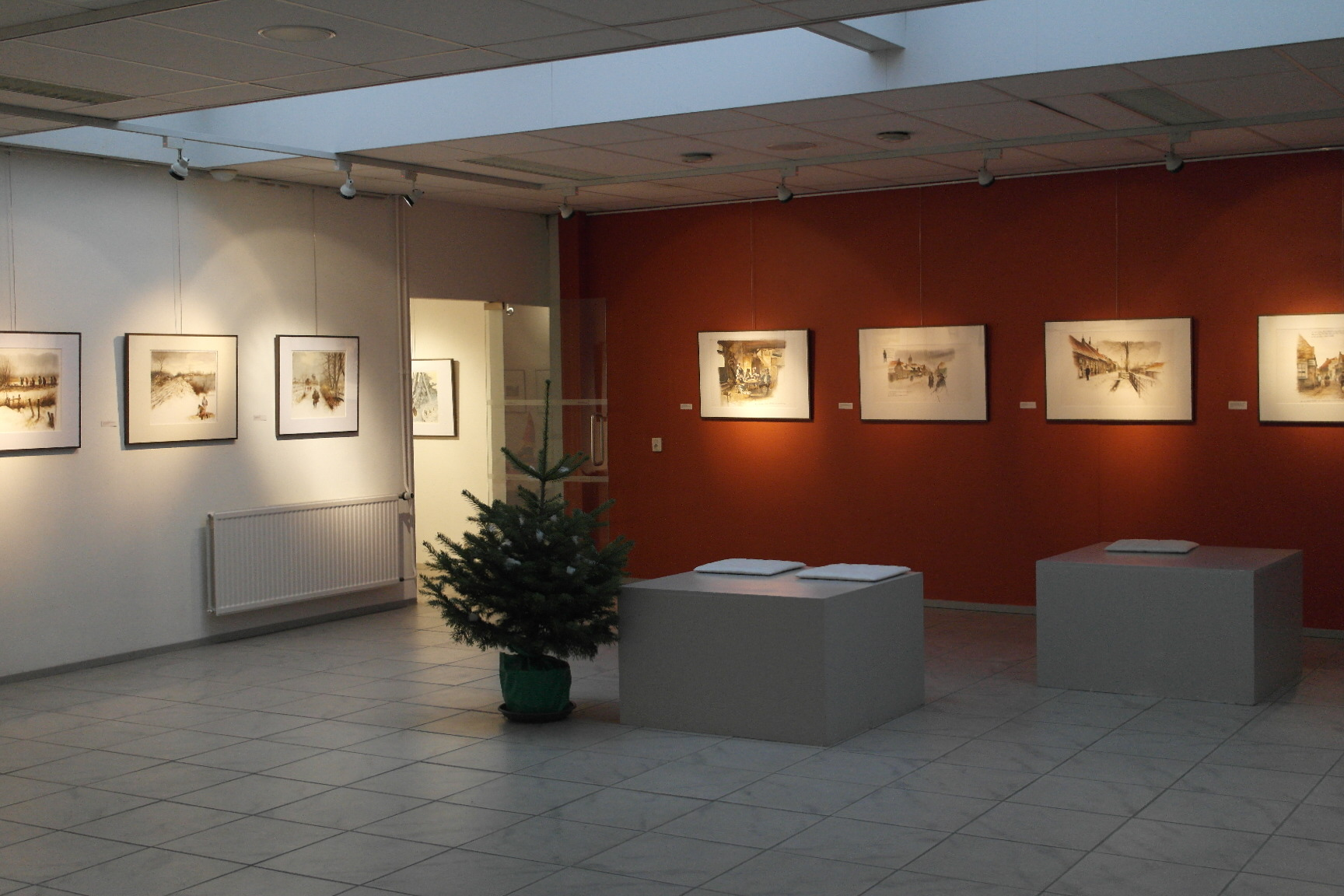
Nieuwbouw begane grond
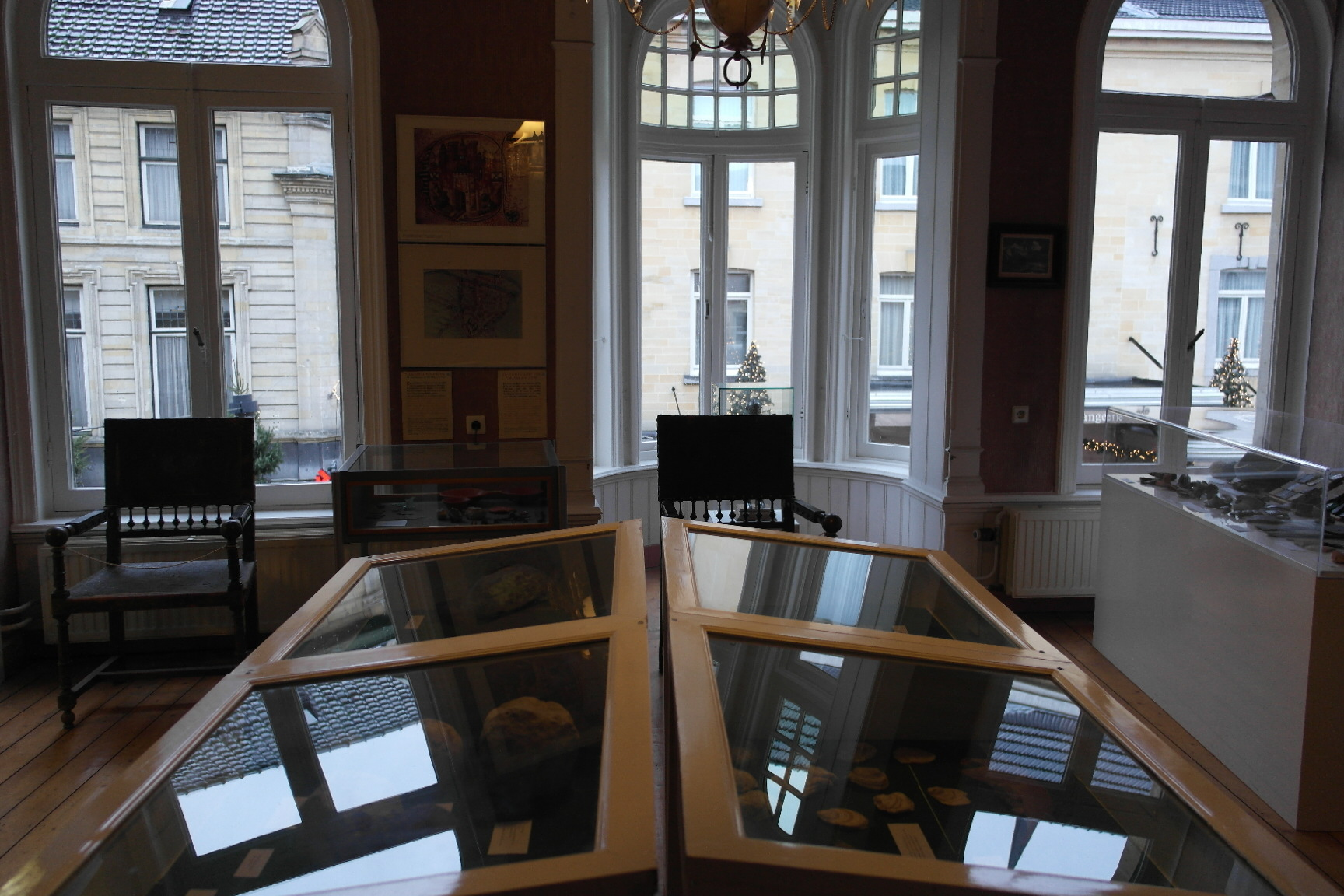
Eerste verdieping
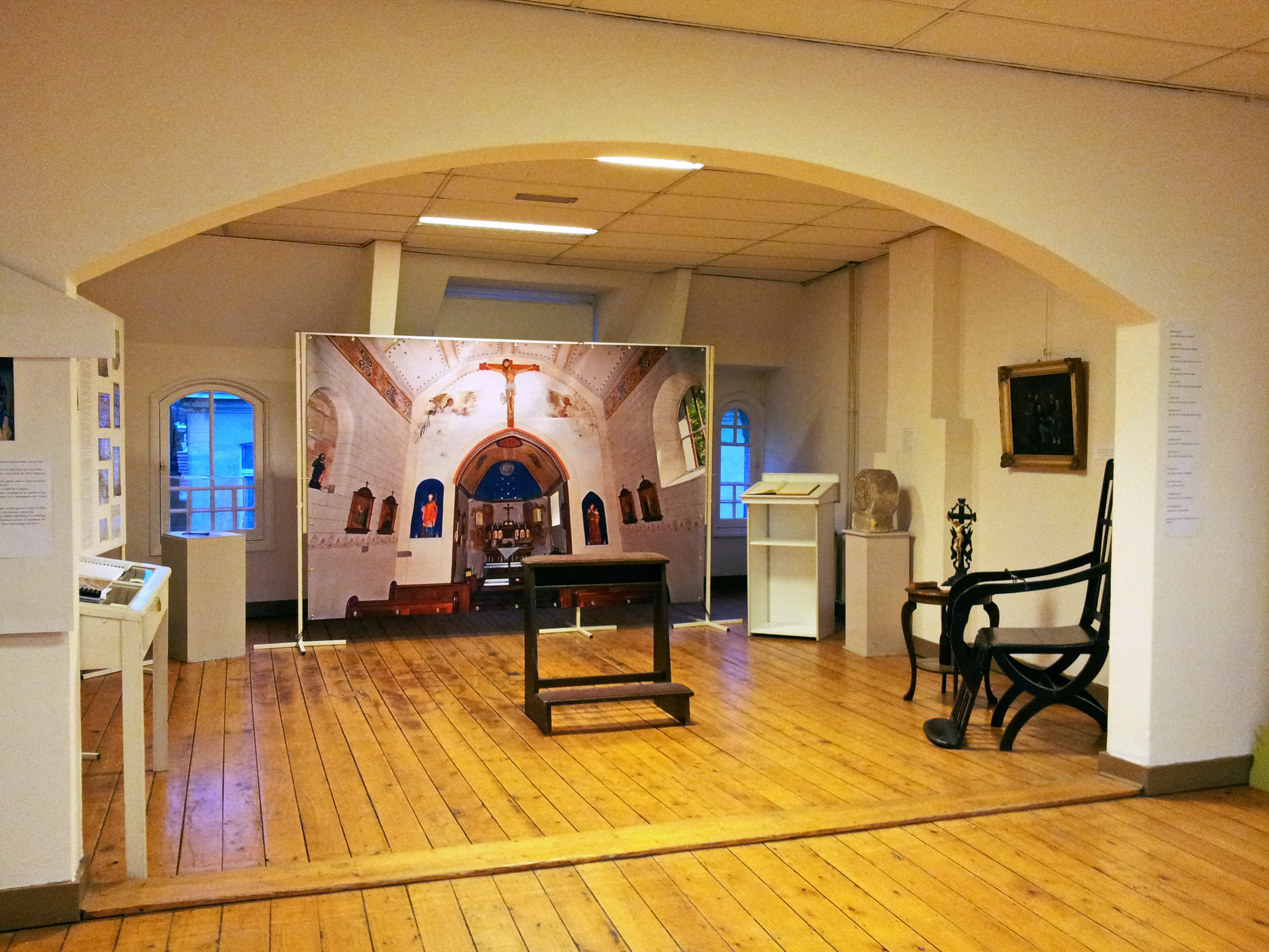
Tweede verdieping

## Collecties
Grote delen van de permanente collectie zijn in eigen bezit, een deel is in langdurige bruikleen. De collectie is tevens digitaal te raadplegen.

### Geologie
De afdeling geologie richt zich vooral op krijtgesteenten, die in Zuid-Limburg voorkomen, zoals de Formatie van Maastricht en de Formatie van Gulpen. Het museum bezit een uitgebreide collectie fossielen uit het Krijt (en enkele fraaie exemplaren uit het Carboon en Devoon), in totaal ongeveer 1800 voorwerpen.

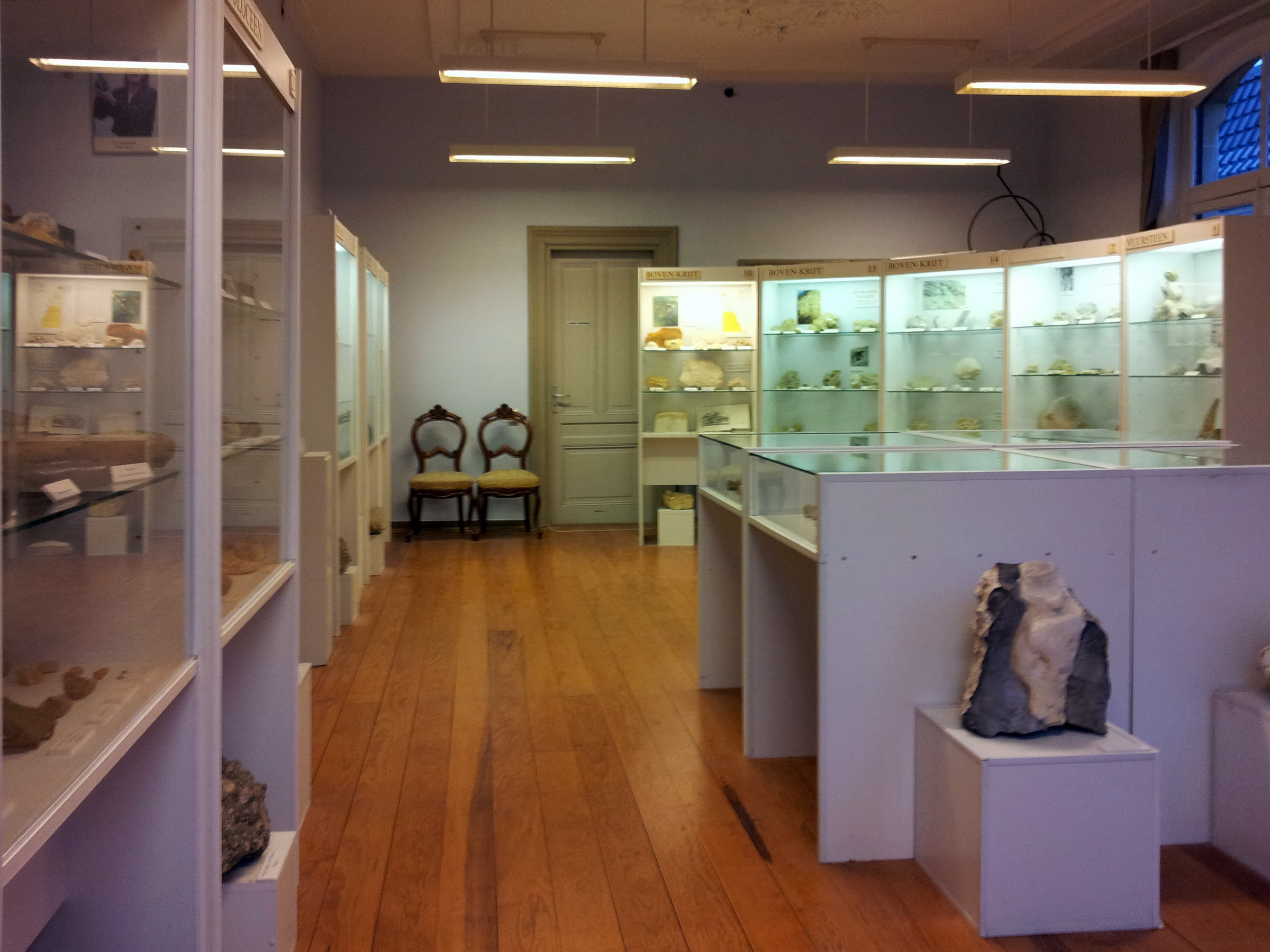
Zaaloverzicht geologie en fossielen
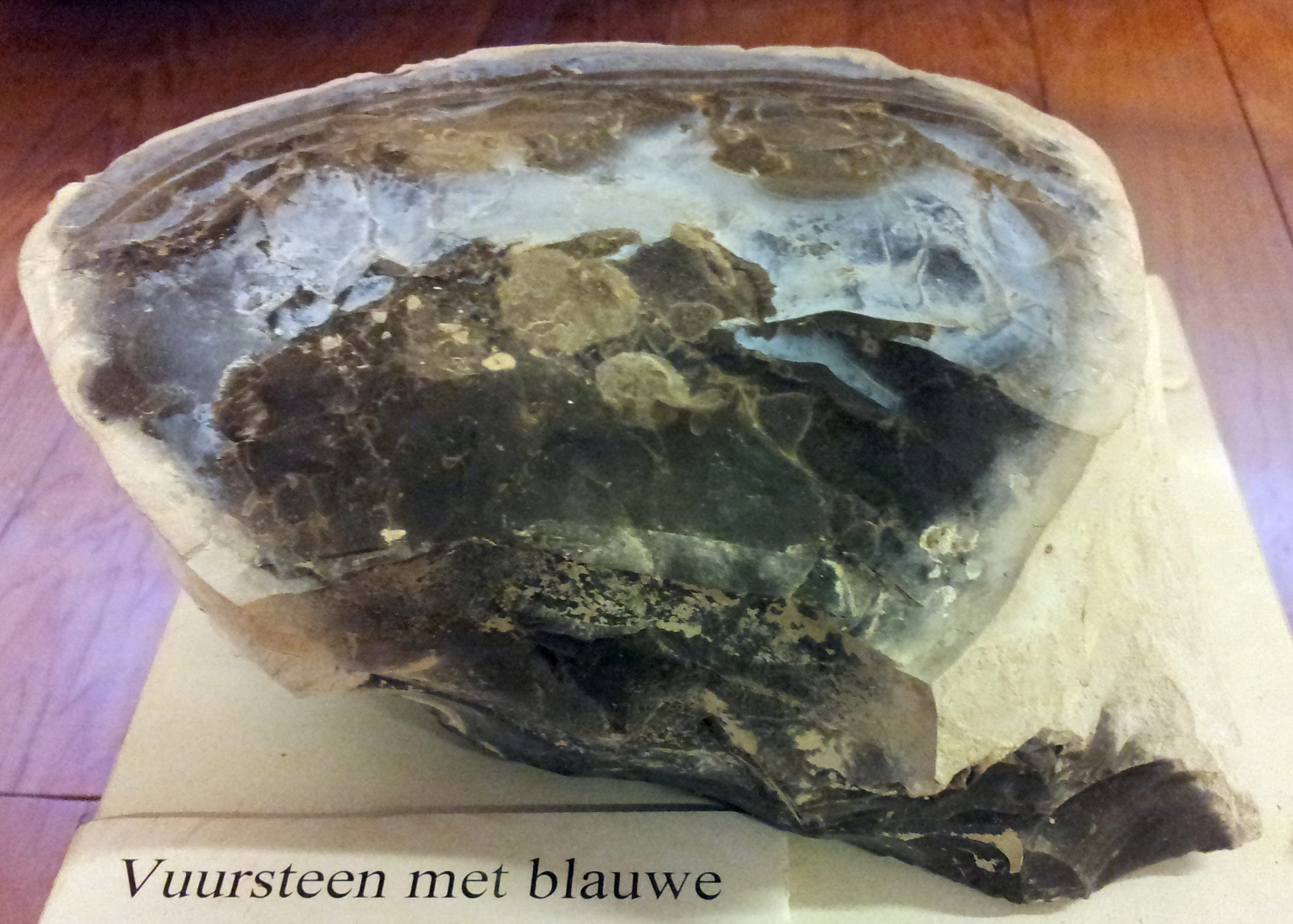
Vuursteen uit de ENCI-groeve
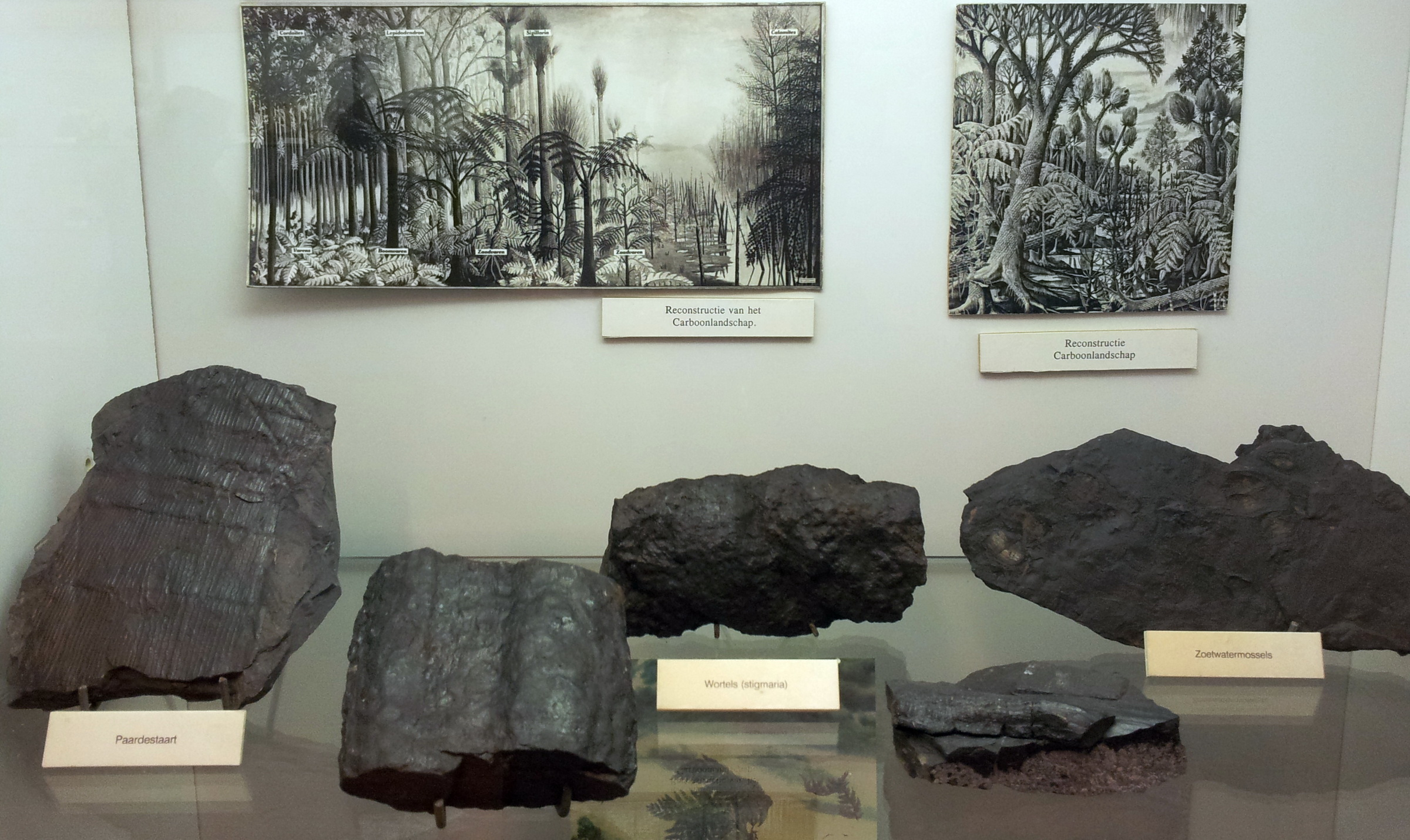
Fossielen uit het Carboon
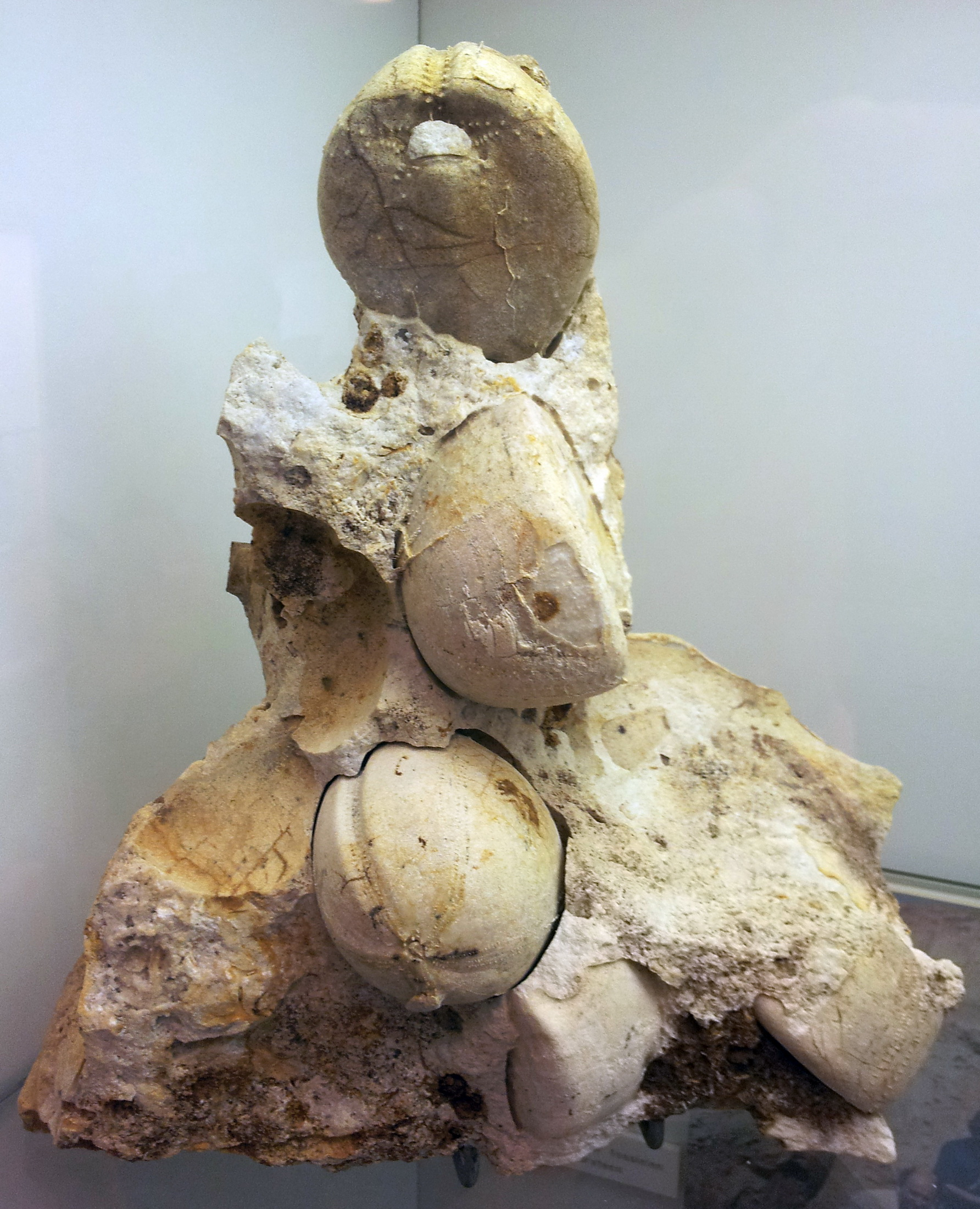
Krijtfossielen (zee-egels)

### Archeologie
De afdeling archeologie bestaat uit een gevarieerde collectie archeologische kunst- en gebruiksvoorwerpen uit de prehistorie, Romeinse tijd en middeleeuwen, alsmede een aantal bruiklenen van het Limburgs Geschied- en Oudheidkundig Genootschap. Hoogtepunten uit de collectie zijn de vuistbijlen en andere werktuigen uit de neolithische vuursteenmijnen van Valkenburg (meer dan 1500 artefacten) en een groot aantal bodemvondsten van opgravingen op het terrein van de kasteelruïne van Valkenburg.

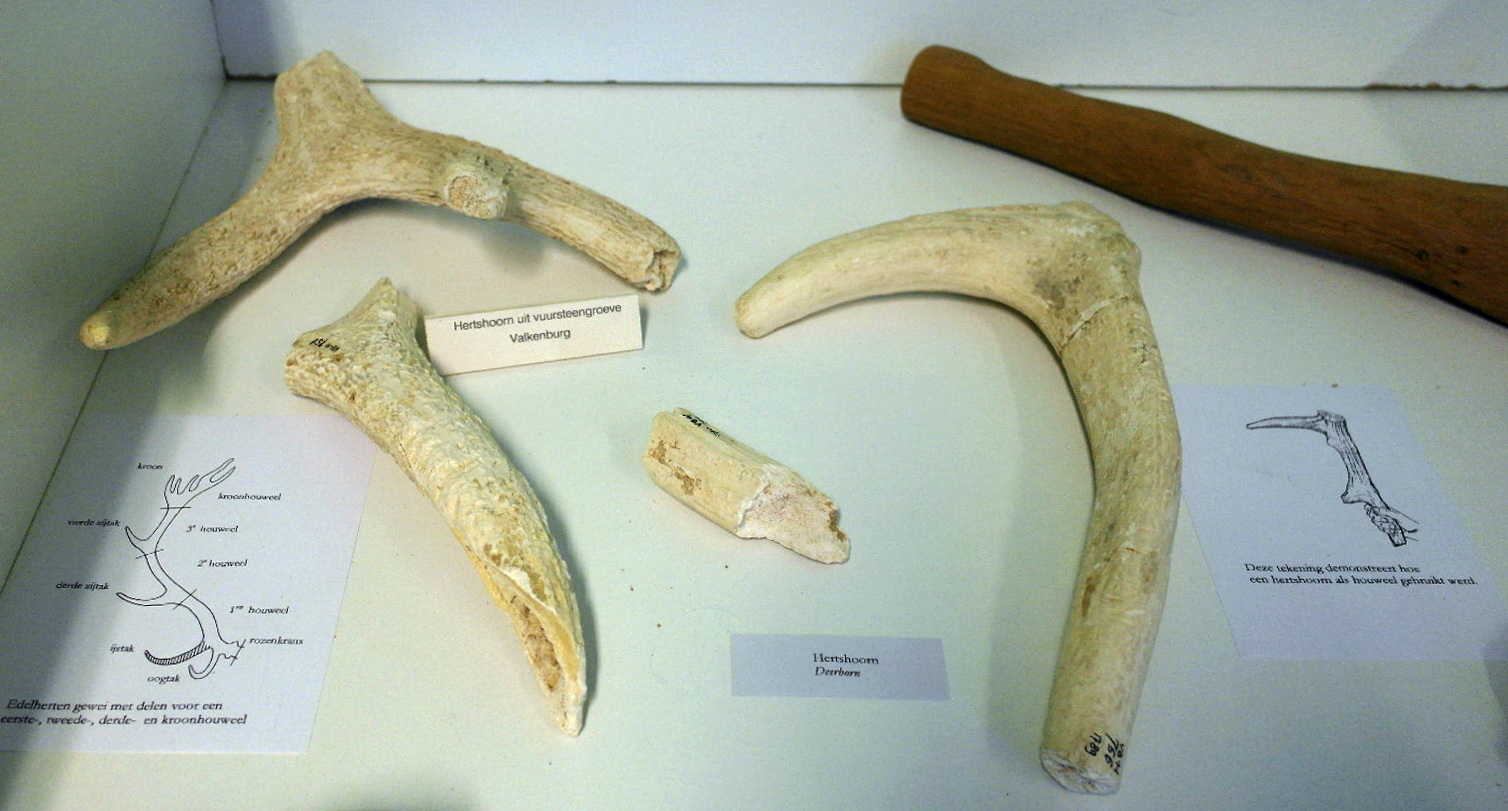
Prehistorische werktuigen van hertshoorn
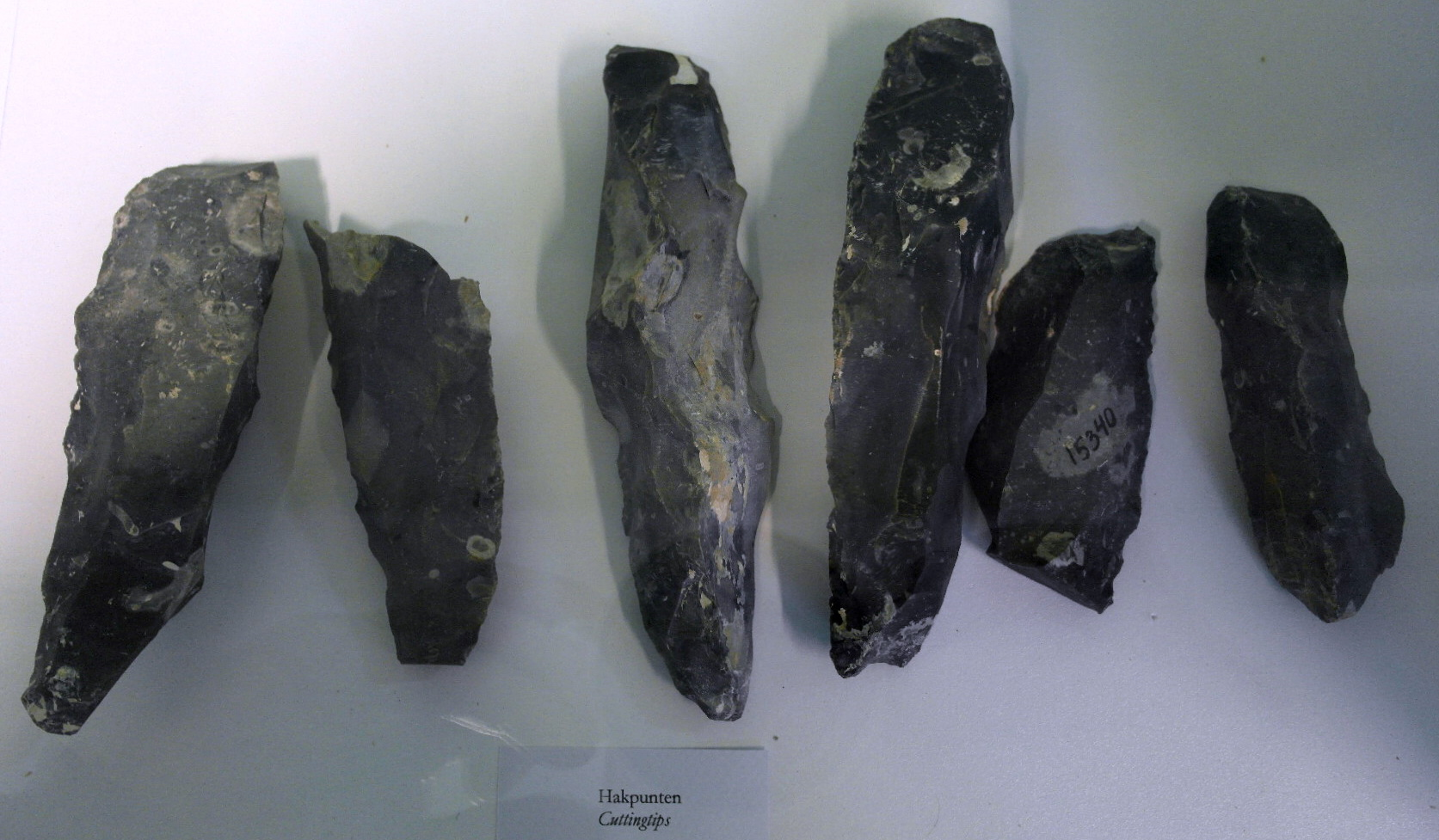
Vuistbijlen uit Valkenburgse vuursteenmijn
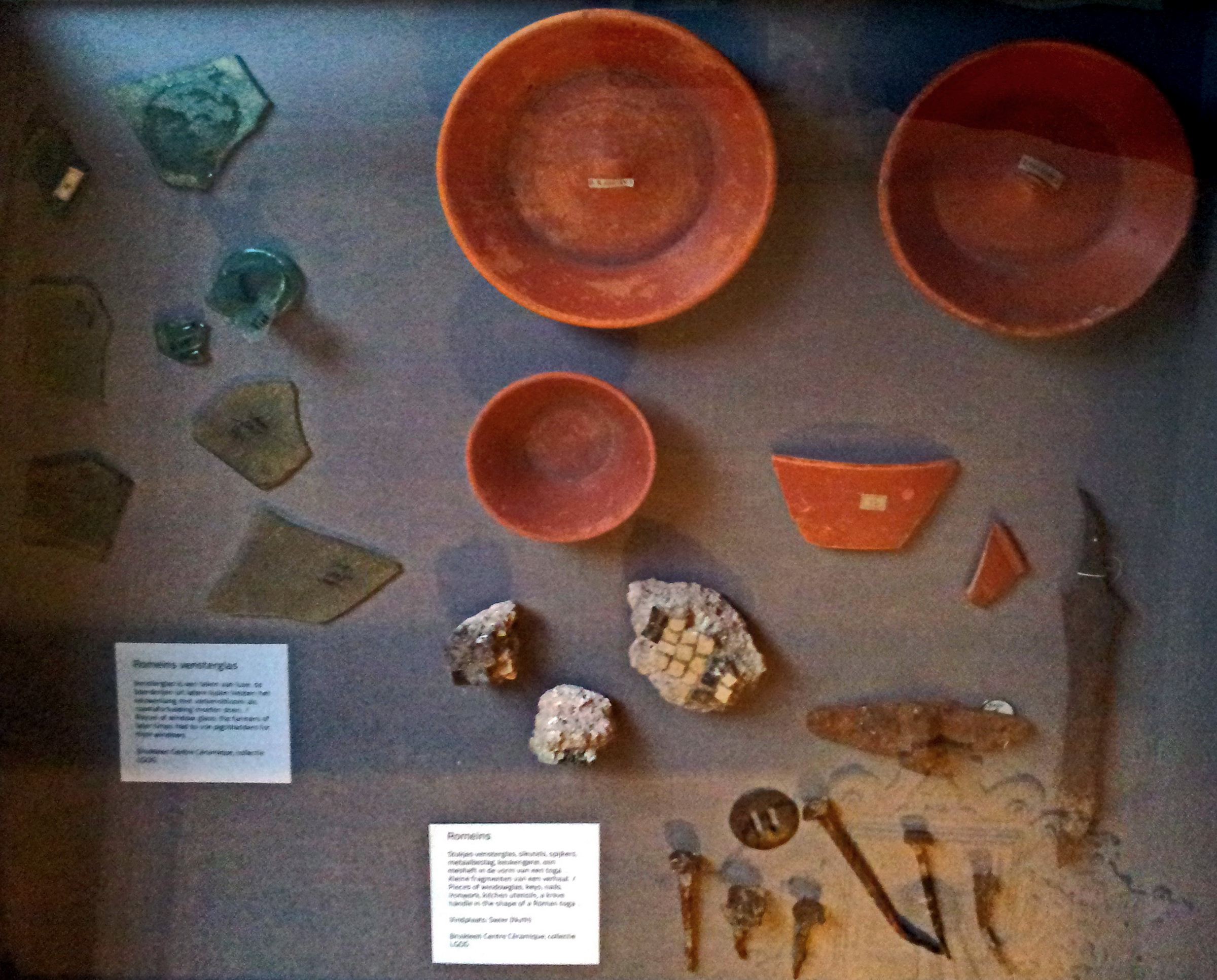
Romeinse bodemvondsten
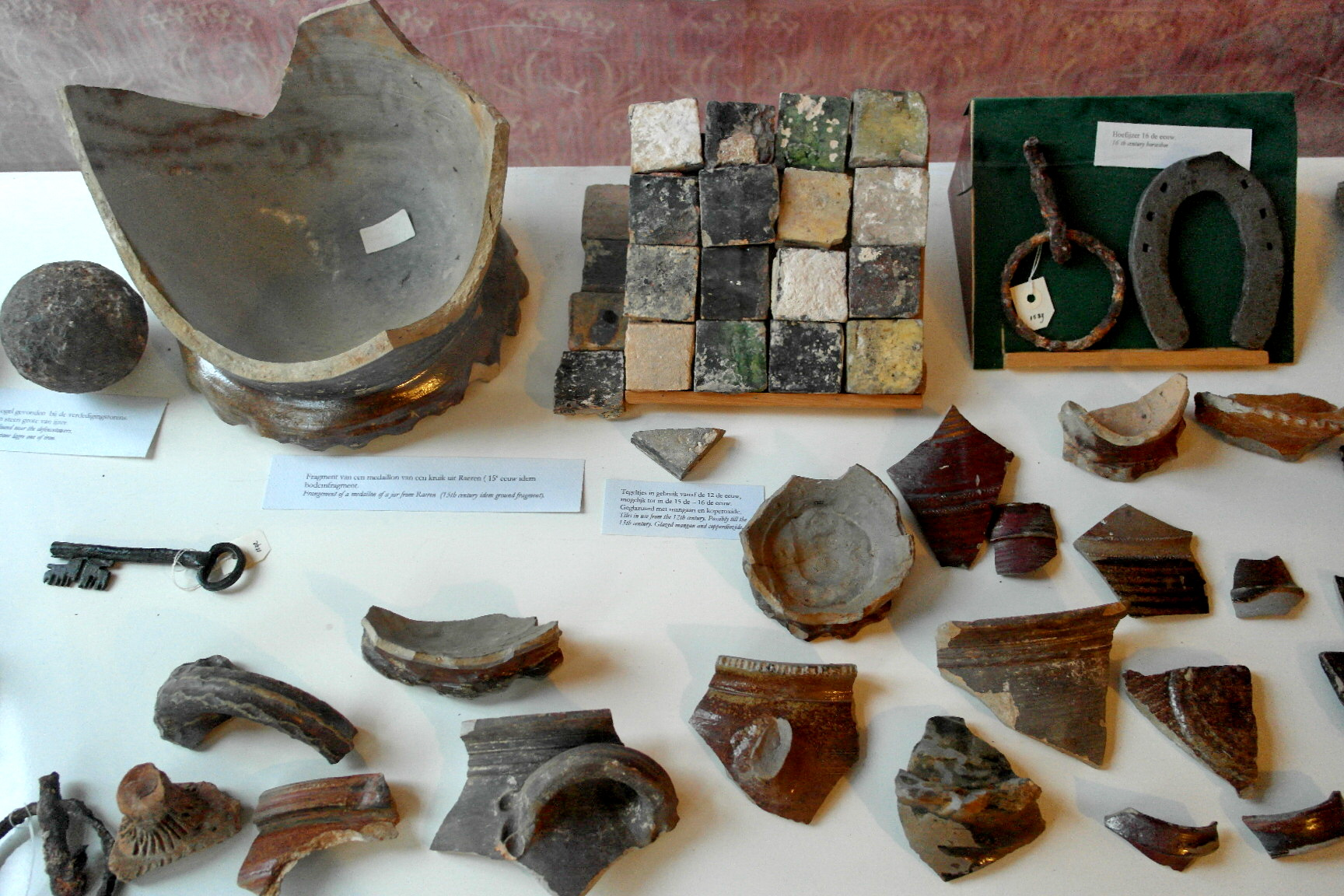
Bodemvondsten kasteel van Valkenburg

### Lokale geschiedenis
De afdeling lokale geschiedenis toont historische voorwerpen uit de geschiedenis van Valkenburg en (reproducties van) historische documenten, landkaarten, tekeningen, schilderijen en foto's. Deelcollecties bestaan onder meer uit devotionalia, klokken, schutterij-memorabilia, ambachtelijke werktuigen en toerisme. In 2014 werd de uit ongeveer 1000 voorwerpen bestaande historische inventaris van Apotheek Hupperetz overgedragen aan het nieuw-opgerichte Museum voor Familiegeschiedenis in Eijsden.

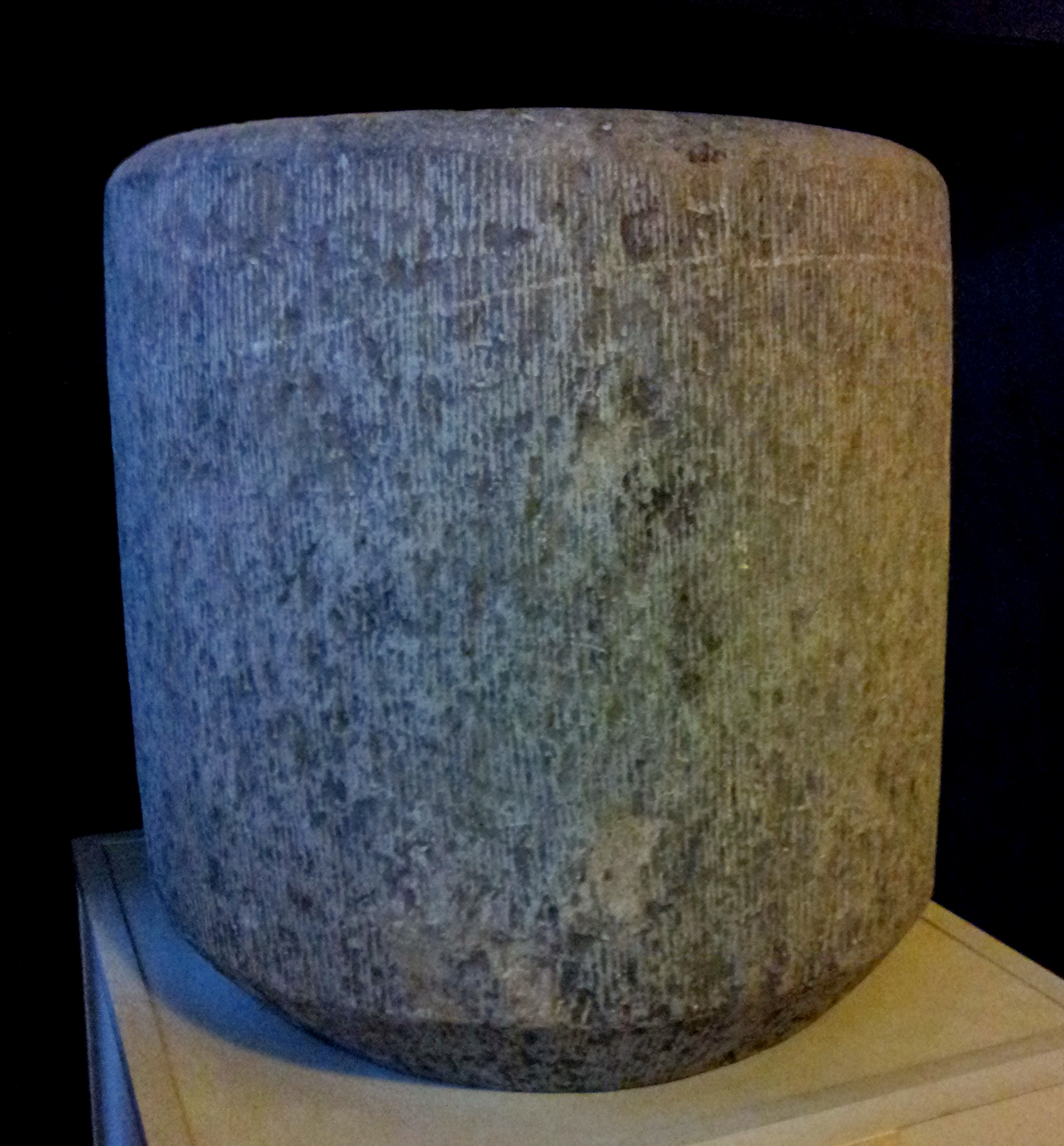
Middeleeuwse vijzel
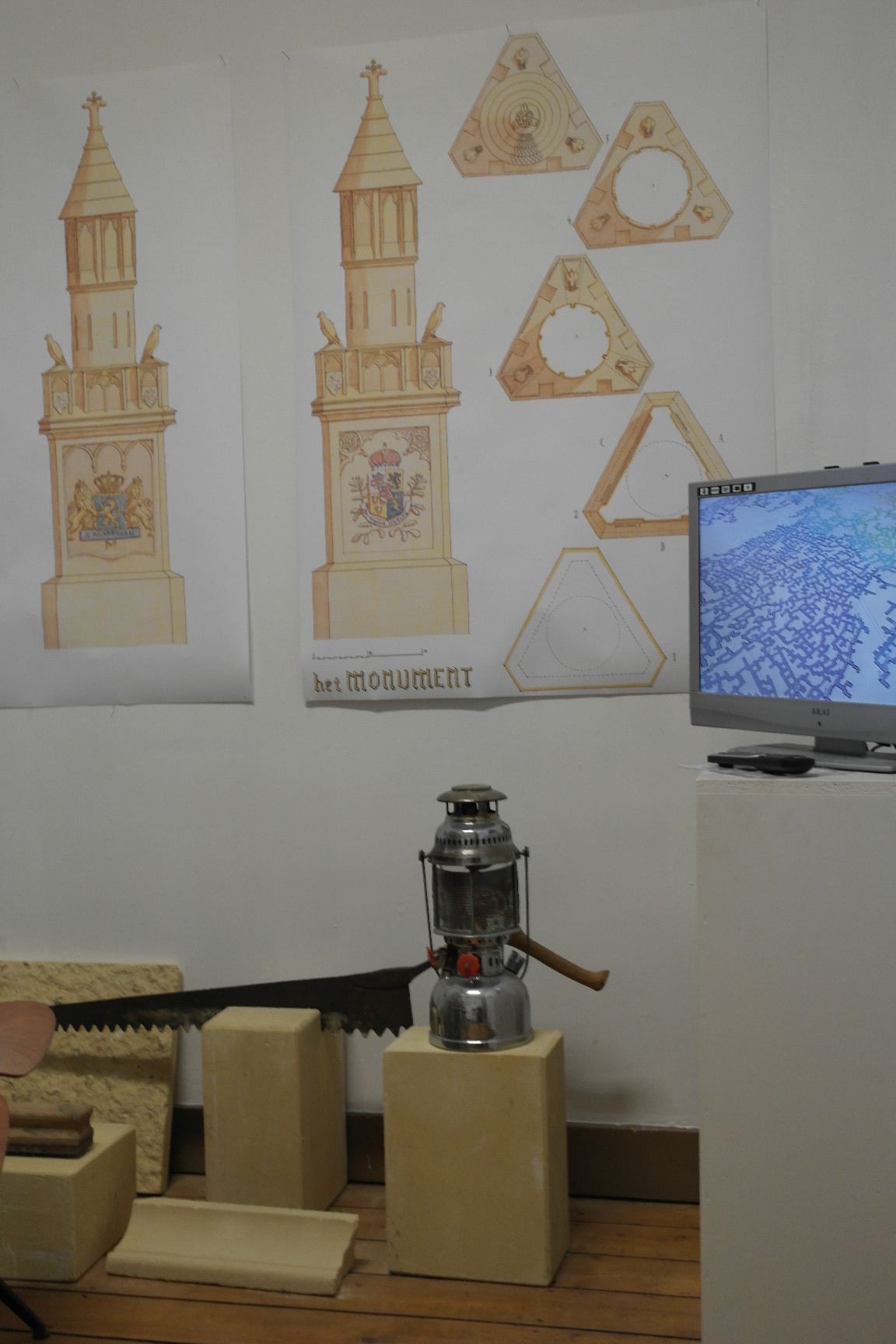
Mergelbouwtentoonstelling
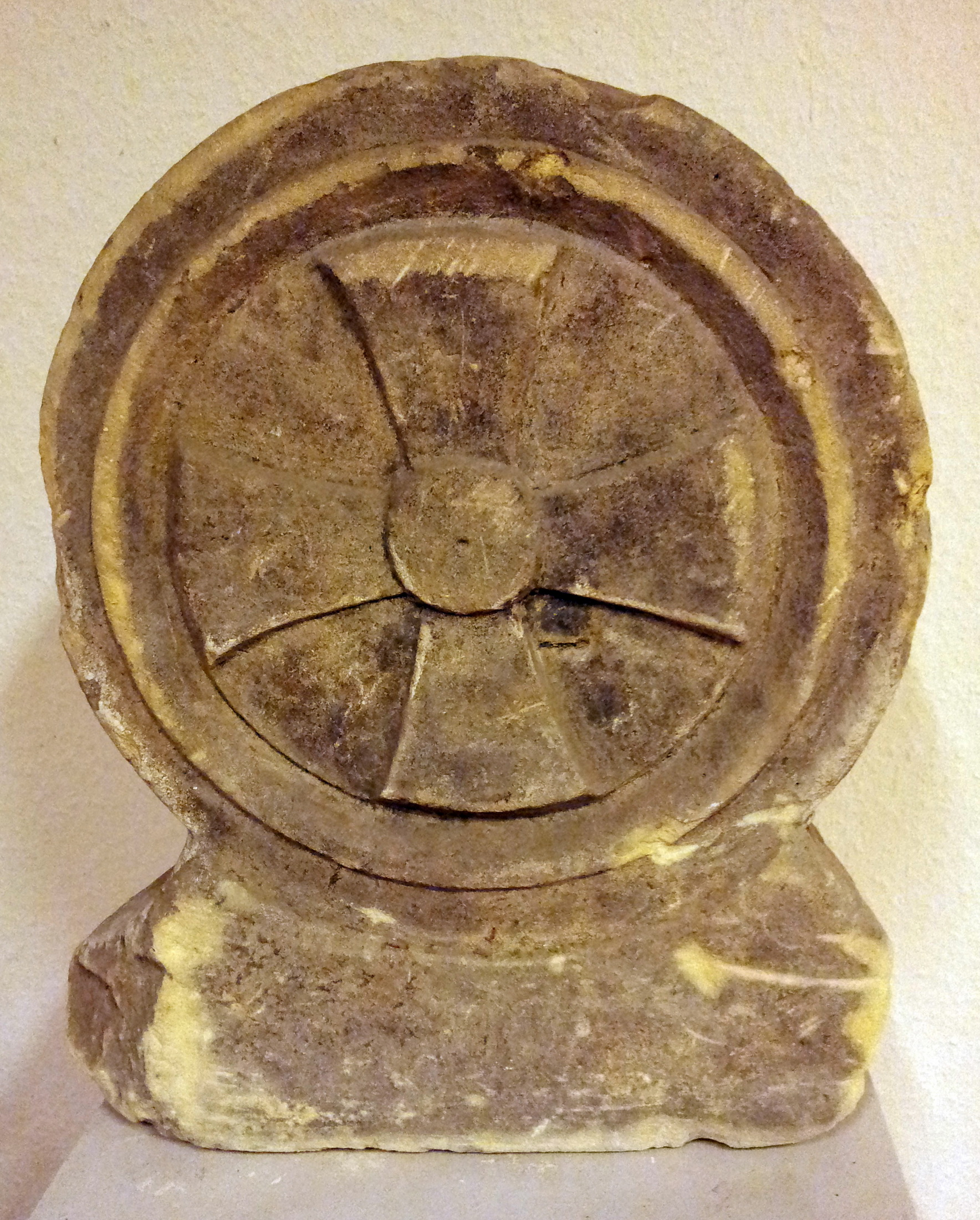
Bewerkte steen Schaelsberger kluis
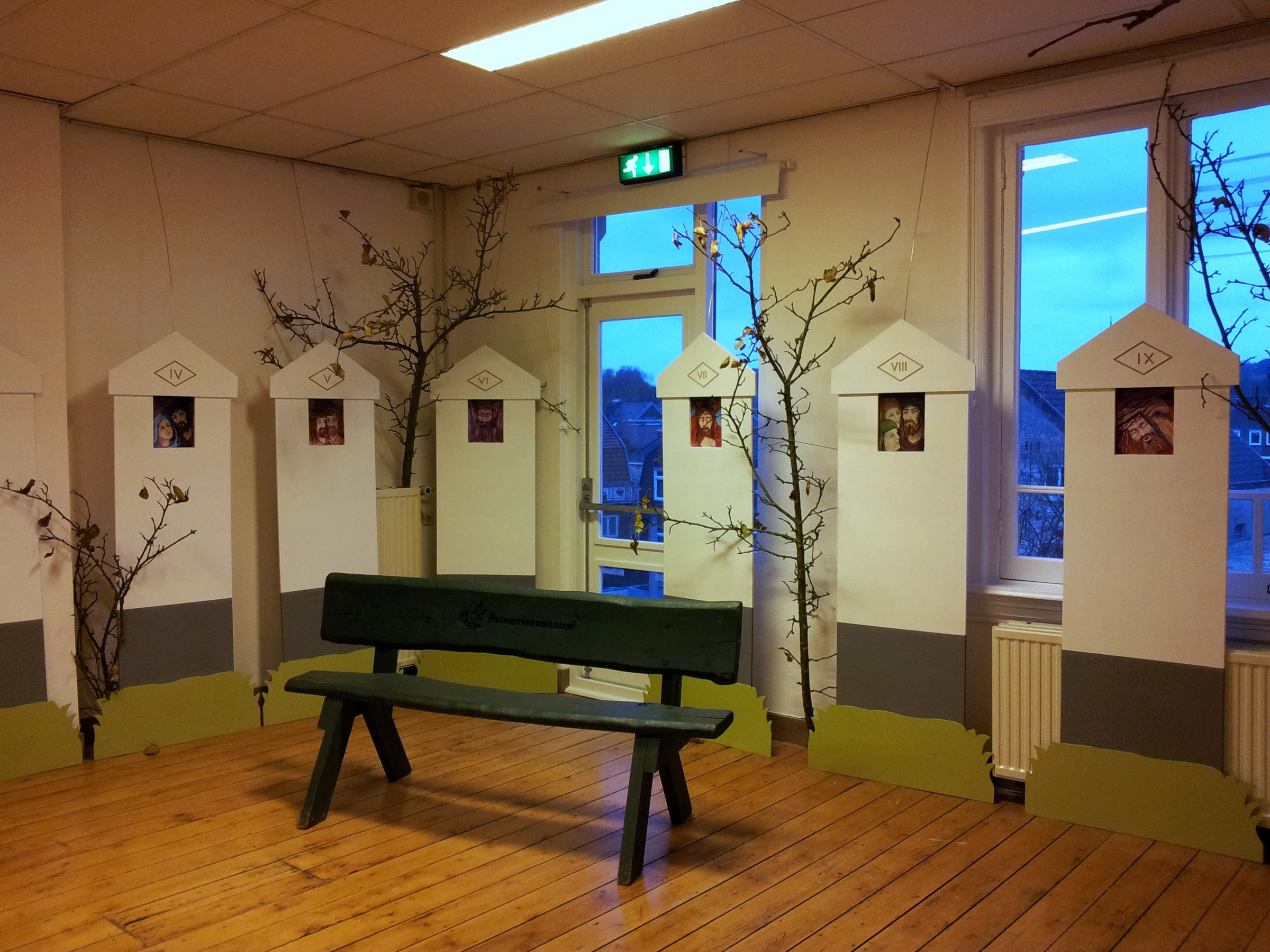
Nagebouwde kruisweg Schaelsberger kluis

### Kunstcollectie
De kunstcollectie van Museum Valkenburg is vooral gericht op 20e-eeuwse en hedendaagse kunstenaars uit Limburg en kunstenaars die een band hebben met deze provincie. In de collectie zijn onder anderen vertegenwoordigd: Charles Eyck, Guill Serpenti, Daan Wildschut, Pieke Dassen, Hans Coumans en Guillaume Stassen. Van eerstgenoemde kunstenaar heeft het museum 250 beelden, schilderijen, tekeningen en etsen in bezit, naast circa 460 bruiklenen. In 2004 verwierf het museum een glas-in-betonraam ontworpen door Eyck, afkomstig van de in dat jaar gesloopte Sint-Jozefkerk in Vaals. In 2014 ontving het museum enkele werken van Eyck in bruikleen van het Museum Catharijneconvent in Utrecht.

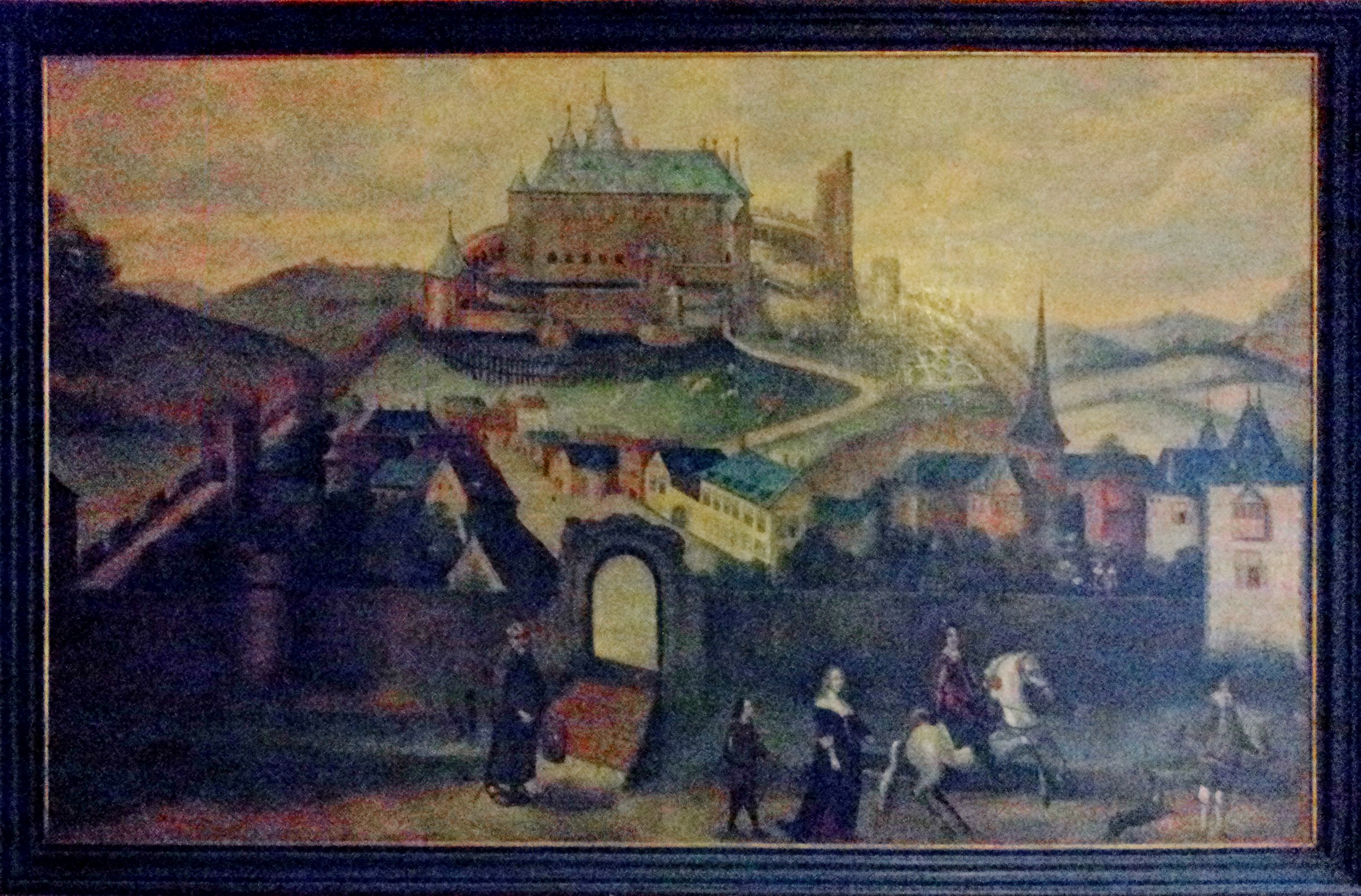
Gezicht op Valkenburg (L. Brounne, 1856)
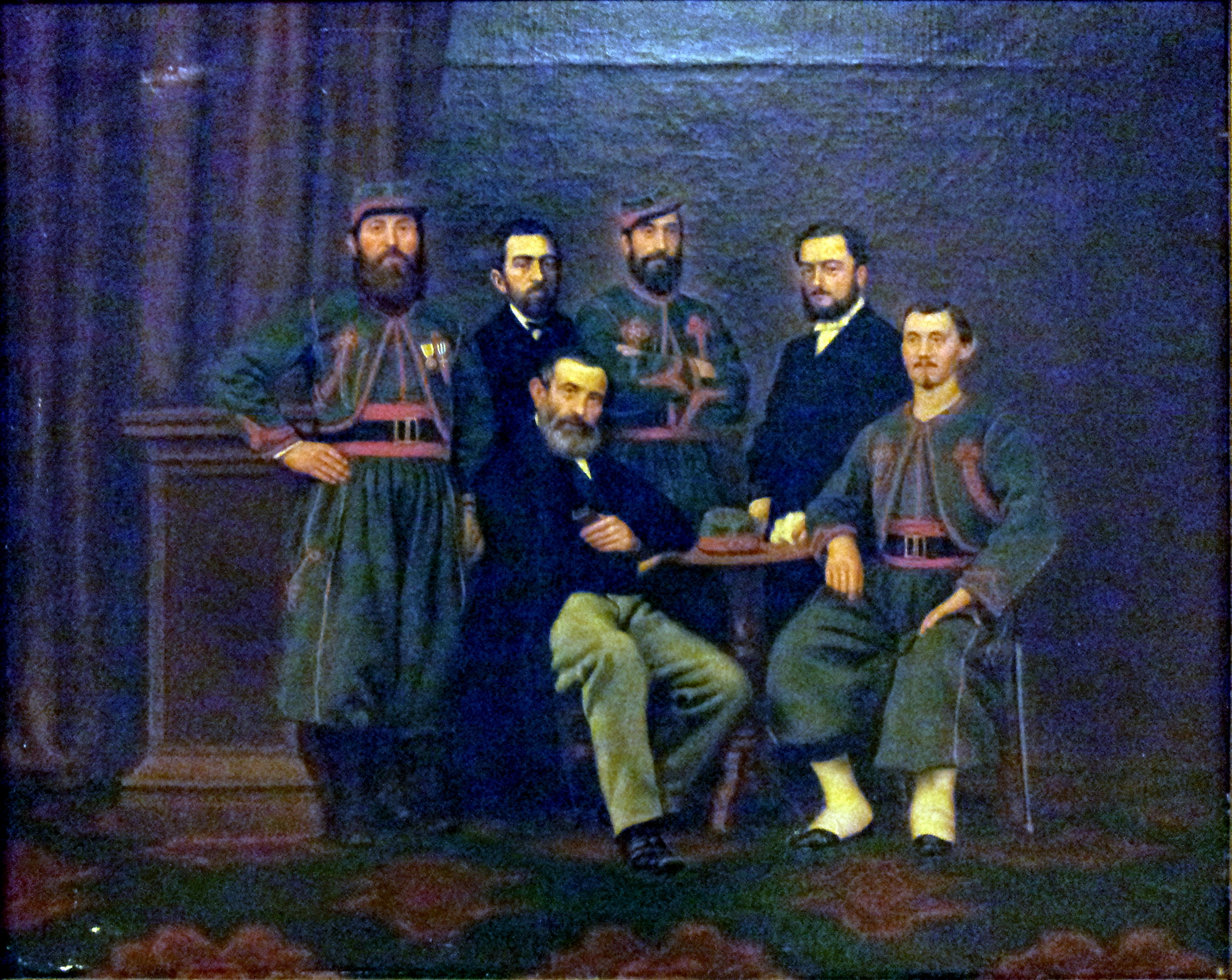
Graaf Villers de Masbourg met zonen en zoeaven
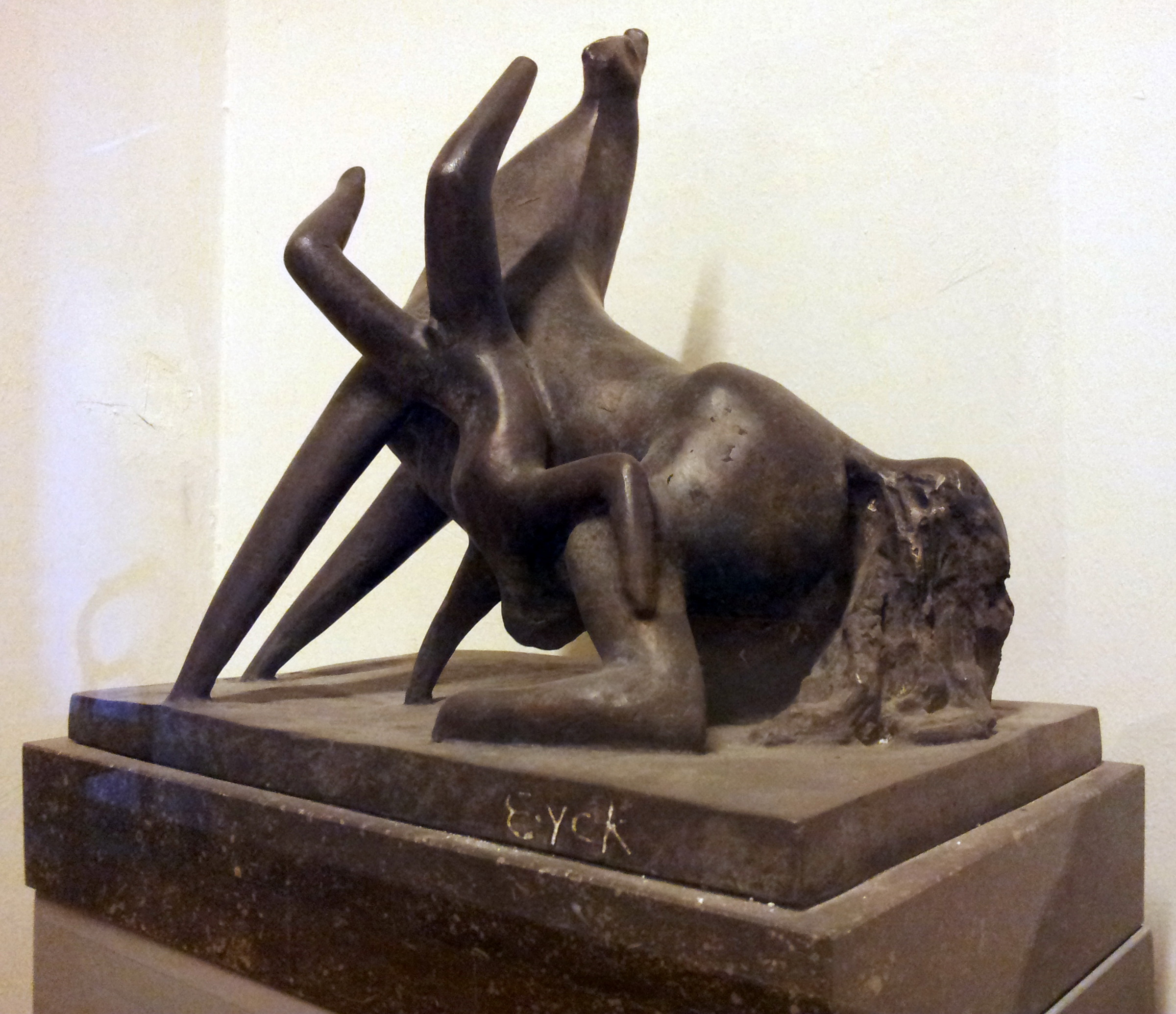
Voorstudie Limburgs bevrijdingsmonument (Ch. Eyck, ca. 1950)
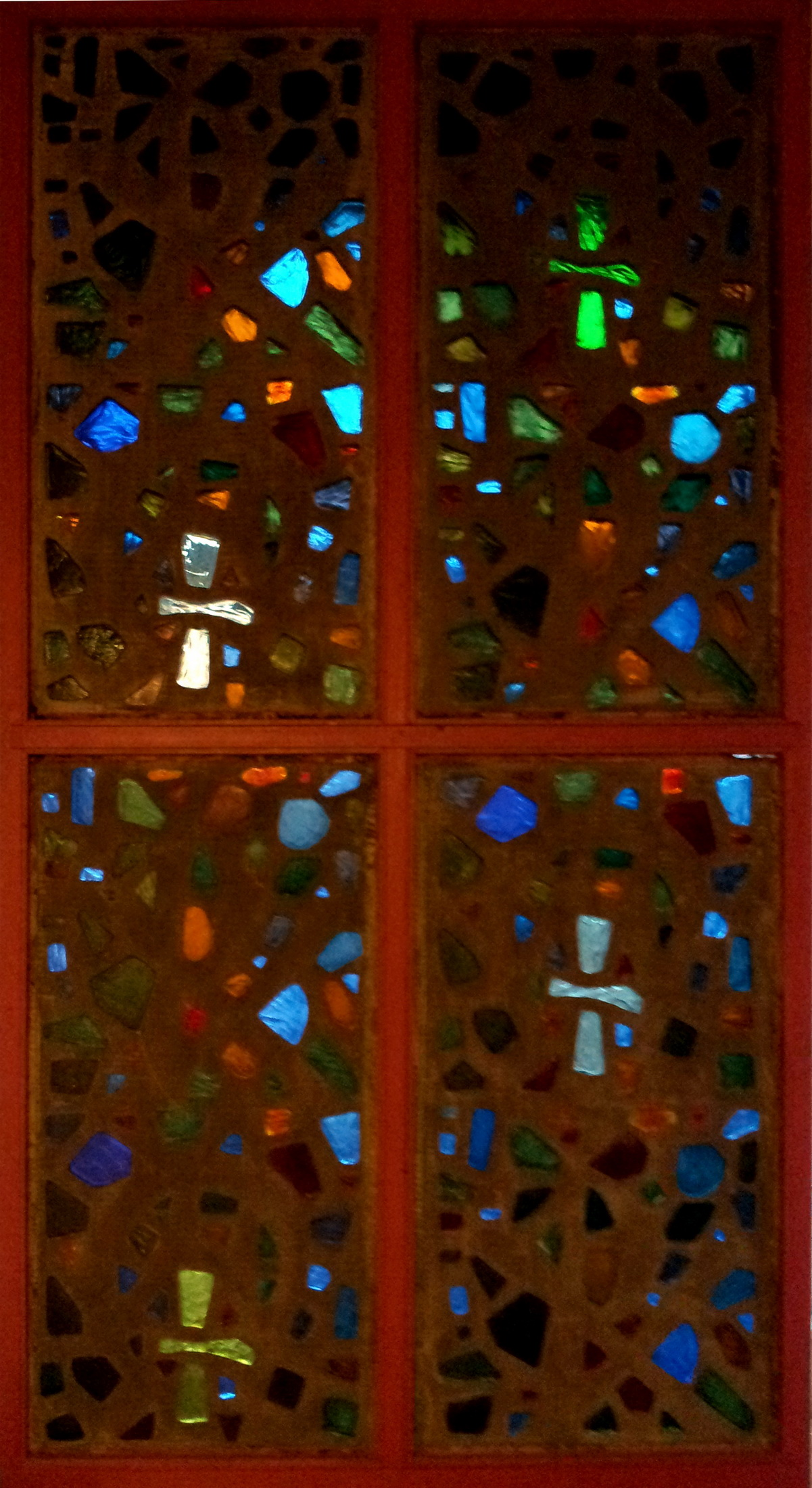
Glas-in-betonraam (Ch. Eyck, ca. 1955)

## Wisselende tentoonstellingen, overige activiteiten
In de drie grotere zalen op de begane grond en de zolderverdieping richt het museum vijf of zes keer per jaar wisselende tentoonstellingen in, meestal over lokaal-historische onderwerpen, Limburgse kunstenaars of speciale tentoonstellingen rondom kerstmis of andere feesten. Zo waren er de afgelopen jaren tentoonstellingen te zien over Henri Jonas, Lei Molin, Friedensreich Hundertwasser, de Limburgse Kunstkring, lichtkunst, kunst en toerisme, Hummelbeeldjes, 'wielerkunst', mergelbouw, de kunstenaarskolonie van kasteel Oost en Rien Poortvliet.
Verder organiseert het museum regelmatig lezingen, ontvangsten en (kinder)voorstellingen.